# Сандіас
Сандіас (гал. Sandiás, ісп. Sandianes) — муніципалітет в Іспанії, у складі автономної спільноти Галісія, у провінції Оренсе. Населення — 1466 осіб (2009).
Муніципалітет розташований на відстані близько 390 км на північний захід від Мадрида, 26 км на південь від Оренсе.
Муніципалітет складається з наступних паррокій: Коусо-де-Лімія, Піньєйра-де-Аркос, Сандіас.

## Демографія
Динаміка населення (INE ):

## Галерея зображень

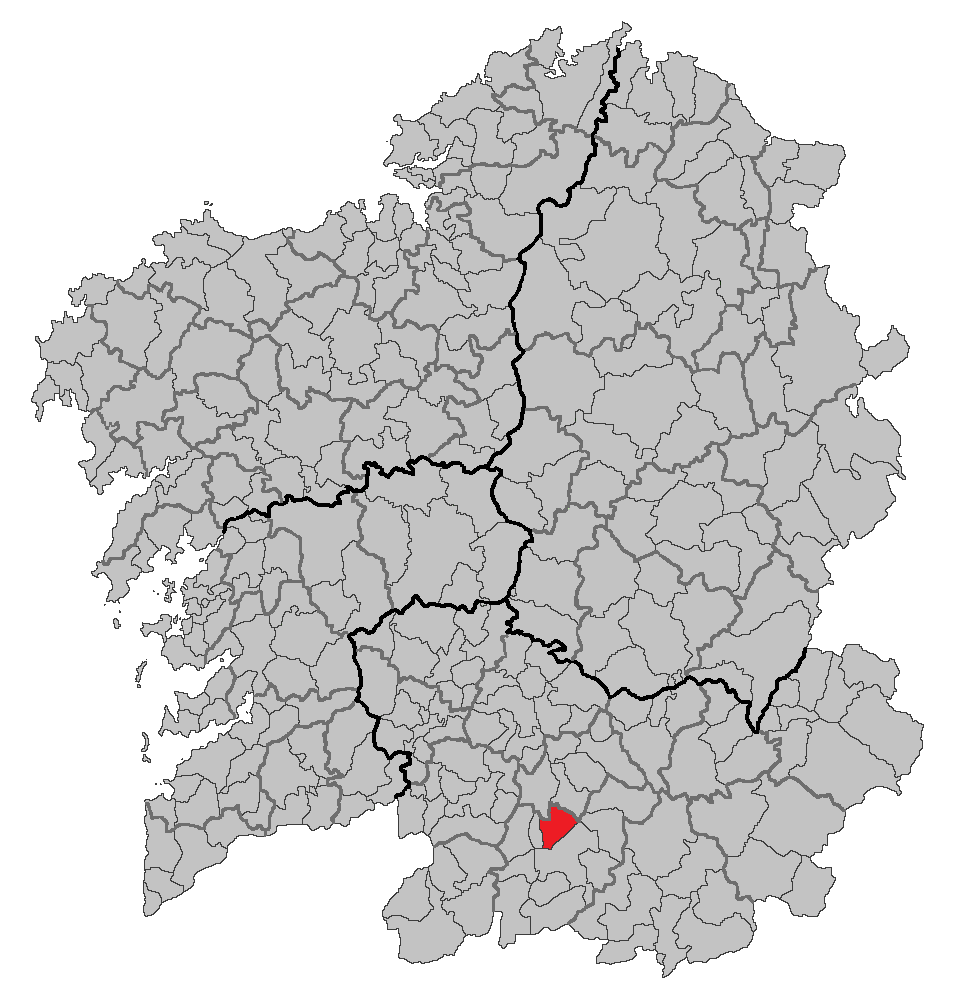
Розташування муніципалітету